# Hypsirhynchus callilaemus
Hypsirhynchus callilaemus är en ormart som beskrevs av Philip Henry Gosse 1851. Hypsirhynchus callilaemus ingår i släktet Hypsirhynchus och familjen snokar. Arten finns på Jamaica.
Inga underarter finns listade i Catalogue of Life.
Honor lägger ägg.